# L'Isle-Jourdain (Occitania)

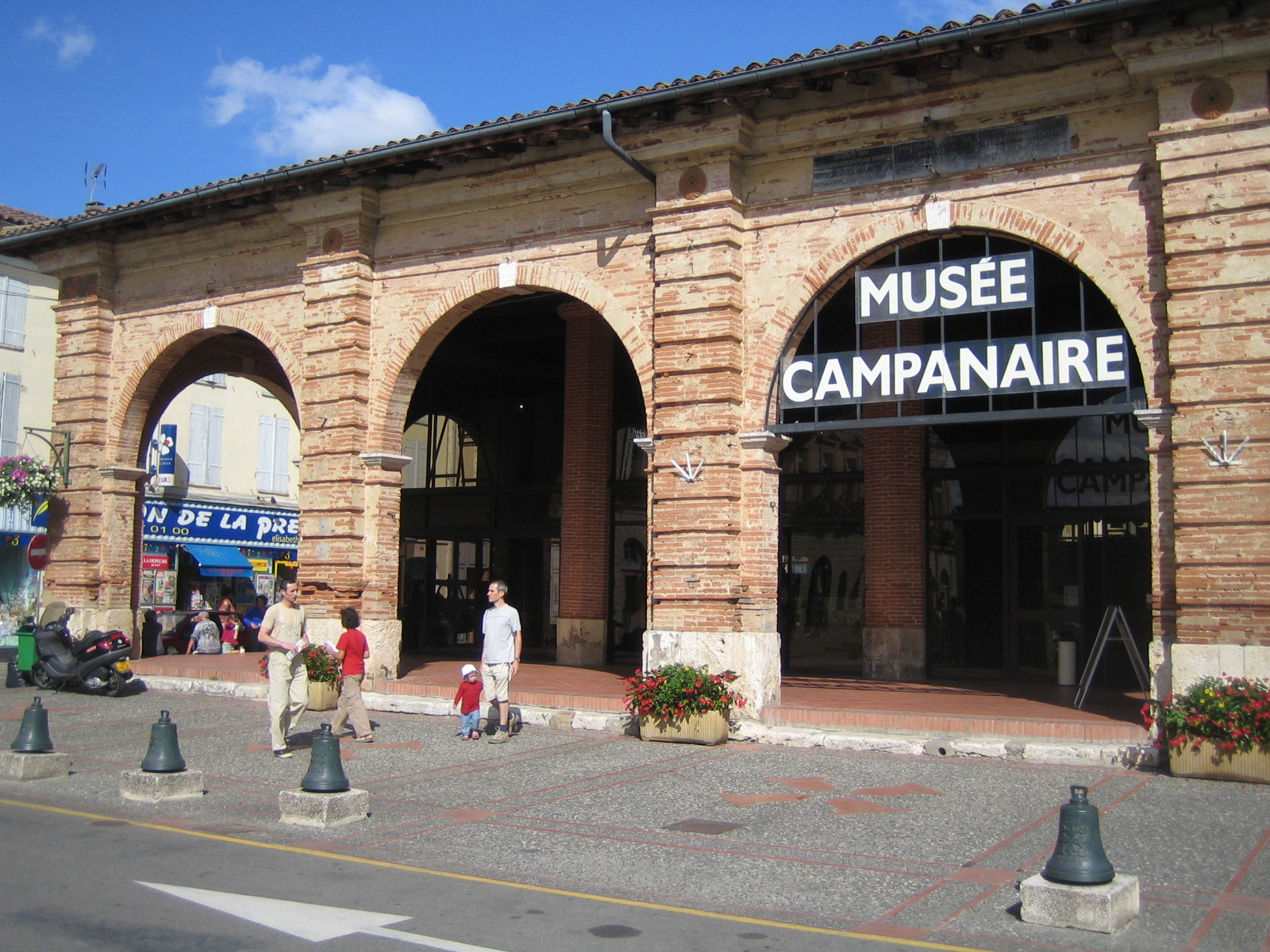
L'Isle-Jourdain, il Museo europeo di arte campanaria

L'Isle-Jourdain è un comune francese di 7 466 abitanti situato nel dipartimento del Gers nella regione dell'Occitania.
Ospita dal 1994 il Museo europeo di arte campanaria.
Il territorio comunale è bagnato dalle acque del fiume Save.

## Società

### Evoluzione demografica
Abitanti censiti

## Amministrazione

### Gemellaggi
- Motta di Livenza